# Липковатовка
Липковатовка (укр. Липкуватівка) — село,
Борковский поселковый совет,
Нововодолажский район,
Харьковская область, Украина.
Код КОАТУУ — 6324255303. Население по переписи 2001 года составляет 1528 (772/756 м/ж) человек.

## Географическое положение
Село Липковатовка находится на правом берегу реки Джгун,
выше по течению на расстоянии в 2 км расположено пгт Борки,
ниже по течению примыкает село Новая Мерефа.
В селе есть каскад из трёх прудов.
На расстоянии в 2 км находится железнодорожная станция Липковатовка.

## Экономика
- Частное предприятие «Мегастрой лад».
- Частное предприятие «ТОРЧ».
- Ночной клуб "Кучер-Термос"

## Объекты социальной сферы
- Школа.
- Липковатовский аграрный колледж.
- Амбулатория семейной медицины.

## Достопримечательности
- Братская могила советских воинов. Похоронено 93 воина.
- Памятник Доценко Иосифу Трофимовичу — Герою Советского Союза. 1943 г.

## Религия
- Церковь Николая Чудотворца.